# Eyal Halfon
Eyal Halfon (hebreu: איל חלפון‎; Netanya, 1956) és un autor i director de cinema israelià.
Després d'acabar els seus estudis a la Universitat de Tel-Aviv, on va estudiar història a la Facultat d'Humanitats Entin, va treballar inicialment com a periodista per a diverses revistes israelianes. Des de 1991, Halfon ha realitzat documentals i llargmetratges d'èxit, com Zirkus Palestina (קרקס פלשתינה) de 1998, que va guanyar cinc premis de l'Acadèmia israeliana. El 2006 va guanyar el Premi Pierre Kast al millor guió i el premi del Públic a la XXVII edició de la Mostra de València per Eize Makom Nifla.

## Filmografia
- 1996 : Ha-Italkim Ba'im
- 1997 : Pa'amayim Humus
- 1998 : Ha-Haverim Shel Theo
- 1998 : Zirkus Palestina (קרקס פלשתינה)
- 2003 : Teum Kavanot
- 2005 : Eize Makom Nifla